# 大悟法利雄
大悟法 利雄（だいごぼう としお、1898年12月23日 - 1990年11月26日）は、日本の歌人。

## 経歴
大分県中津市出身。中津中学校卒業。地元で代用教員をした後、大阪や大連に住んだ。1918年、若山牧水の歌誌『創作』に参加。1922年に静岡県沼津市の牧水宅を訪ね、以降、1928年に牧水が没するまで助手を務めた。そののち改造社に勤務し、大橋松平と「新万葉集」「短歌研究」を編集。1946年、『新道』を創刊、『創作』と合流し選者となった。
牧水の高弟として多数の研究書を執筆し、沼津市若山牧水記念館の初代館長も務めた。
1937年、『東京日日新聞』紙上で萩原朔太郎に短歌を酷評された際に、引用間違いなどを指摘して抗議し、謝罪文を送られている。

## 著書
- 第一歌集 新声閣 1941 (創作社叢書）
- 翼 第二歌集 新声閣 1942 (創作社叢書）
- 若山牧水 伝記篇 二見書房 1944
- 若山牧水 雄鶏社 1950 (短歌文学読本)
- 旅と酒と歌 若山牧水 家の光協会 1964 (レインボーブックス)
- なつかしの鉄道唱歌 講談社 1969
- 若山牧水の秀歌 短歌新聞社 1973 (現代短歌鑑賞シリーズ)
- 薔薇の散歩 歌集 短歌新聞社 1975 (創作社叢書）
- 若山牧水伝 短歌新聞社 1976.7
- 幾山河越えさり行かば 若山牧水の人と歌 弥生書房 1978.9
- 若山牧水新研究 短歌新聞社 1978.9
- 並木道 歌集 短歌新聞社 1980.9 (現代歌人叢書）
- 牧水歌碑めぐり 短歌新聞社 1984.4
- 常凡 歌集 短歌新聞社 1984.6
- 歌人牧水 桜楓社 1985.5
- 飛魚とぶ 歌集 短歌新聞社 1985.11
- 薔薇と病院 歌集 短歌新聞社 1988.7
- 九十歳前後 第十二歌集 短歌新聞社 1990.9
- 最後の牧水研究 短歌新聞社 1993.6
- 文壇詩壇歌壇の巨星たち 大悟法静子編 短歌新聞社 1998.6

## 共編
- 桜・酒・富士 牧水歌集 若山喜志子共編 新声閣、1940
- 石川啄木 雄鶏社 1958 (短歌文学読本)
- 牧水写真帖 新声社 1968
- 若山牧水全歌集 短歌新聞社 1976
- 若山牧水詩歌集 弥生書房 1979.12 (世界の詩
- 若山牧水の書 清水弘文堂 1979.12

## 参考
- 日本人名大事典